# Gunnar Wilhelm Göransson
Gunnar Wilhelm Göransson (* 14. September 1933 in Norrköping; † 22. April 2012 ebenda) war ein schwedischer Radrennfahrer und nationaler Meister im Radsport.

## Sportliche Laufbahn
Nachdem er 1955 Dritter der Schweden-Rundfahrt (Sex-Dagars) geworden war, konnte er sich im folgenden Jahr auf den zweiten Platz bei zwei Etappensiegen verbessern. Auch in der Österreich-Rundfahrt konnte er mit dem dritten Platz eine Podiumsplatzierung erreichen. Der schwedische Verband nominierte ihn als Teilnehmer der Olympischen Sommerspiele in Melbourne, wo er im Straßenrennen beim Sieg von Ercole Baldini als 31. klassiert wurde. 1957 gewann er die Österreich-Rundfahrt und setzte die erfolgreiche Serie schwedischer Erfolge fort, nachdem 1955 Lars Nordwall und 1956 Roland Ströhm die Rundfahrt gewonnen hatten. 1958 war seine erfolgreichste Saison. Er wurde schwedischer Meister im Straßenrennen, gewann das älteste und längste (mehr als 300 Kilometer) Eintagesrennen in Schweden, die Mälaren-Rundfahrt (Mälaren Runt) sowie das Solleröloppet und gewann bei den Nordischen Meisterschaften zweimal Gold (im Straßenrennen und in der Mannschaftswertung). Im Amateurrennen der Straßenradsport-Weltmeisterschaften kam er auf den 13. Platz.
1960 war er erneut Teilnehmer der Olympischen Sommerspiele in Rom und wurde 26. beim Sieg von Wiktor Kapitonow. Mit dem schwedischen Vierer wurde er Fünfter im Mannschaftszeitfahren. 1961 startete er bei der Internationalen Friedensfahrt und belegte den 6. Platz in der Gesamtwertung. Zweimal gewann er die Meisterschaft im Mannschaftszeitfahren. Dabei wurden damals die Zeiten der besten drei Fahrer eines Vereins im Einzelzeitfahren über 50 Kilometer addiert und so die Meister ermittelt.

## Familiäres
Sein Sohn Claes Göransson war Teilnehmer der Olympischen Sommerspiele in Moskau im Straßenrennen.